# Protonoceras capitalis
Protonoceras capitalis is een vlinder van de familie van de grasmotten (Crambidae). De wetenschappelijke naam van deze soort is voor het eerst voorgesteld als Phalaena capitalis door Johan Christian Fabricius in een publicatie uit 1794.
De soort komt voor in India (Tamil Nadu) en Sri Lanka.